# NGC 6689
NGC 6689 este o galaxie situată în constelația Dragonul. A fost descoperită în 1863 de către Heinrich Louis d'Arrest. Se află la o distanță de 13,37 megaparseci de Pământ.